# Pokrowśke (rejon pokrowski)
Pokrowśke (ukr. Покровське) — osiedle typu miejskiego w obwodzie dniepropietrowskim Ukrainy, siedziba władz rejonu pokrowskiego.
Leży nad rzeką Wowcza.

## Historia
Pierwsza wzmianka o osadzie pochodzi z 1779.
Status osiedla typu miejskiego od 1957.

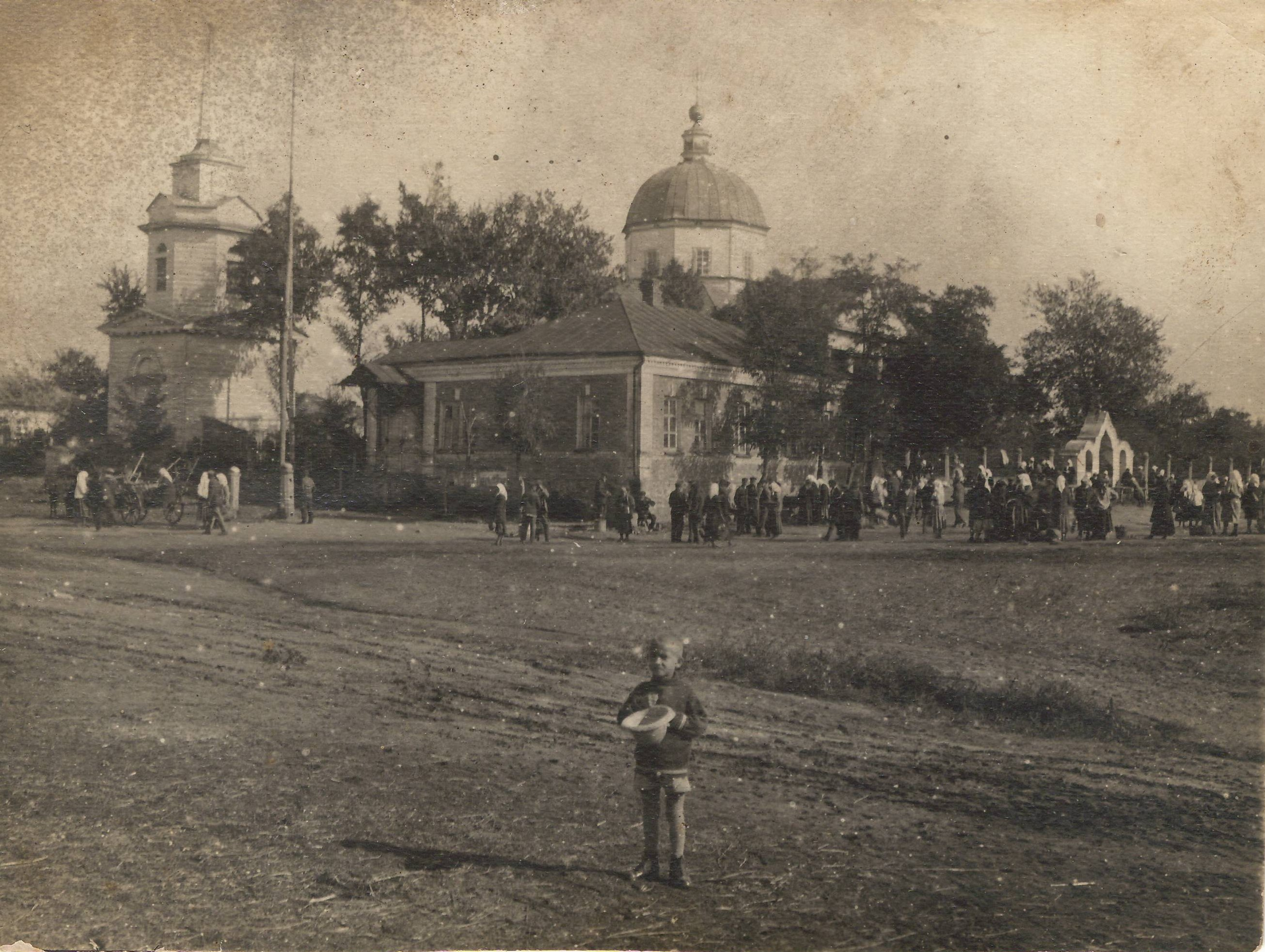
Szkoła parafialna w Pokrowśke. Początek lat 30. XX wieku.

W 1989 liczyła 12 080 mieszkańców.
W 2013 liczyła 10 264 mieszkańców.